# Triumfetta falcifera
Triumfetta falcifera är en malvaväxtart som beskrevs av Joseph Nelson Rose. Triumfetta falcifera ingår i släktet triumfettor, och familjen malvaväxter. Inga underarter finns listade i Catalogue of Life.